# Волостной сход

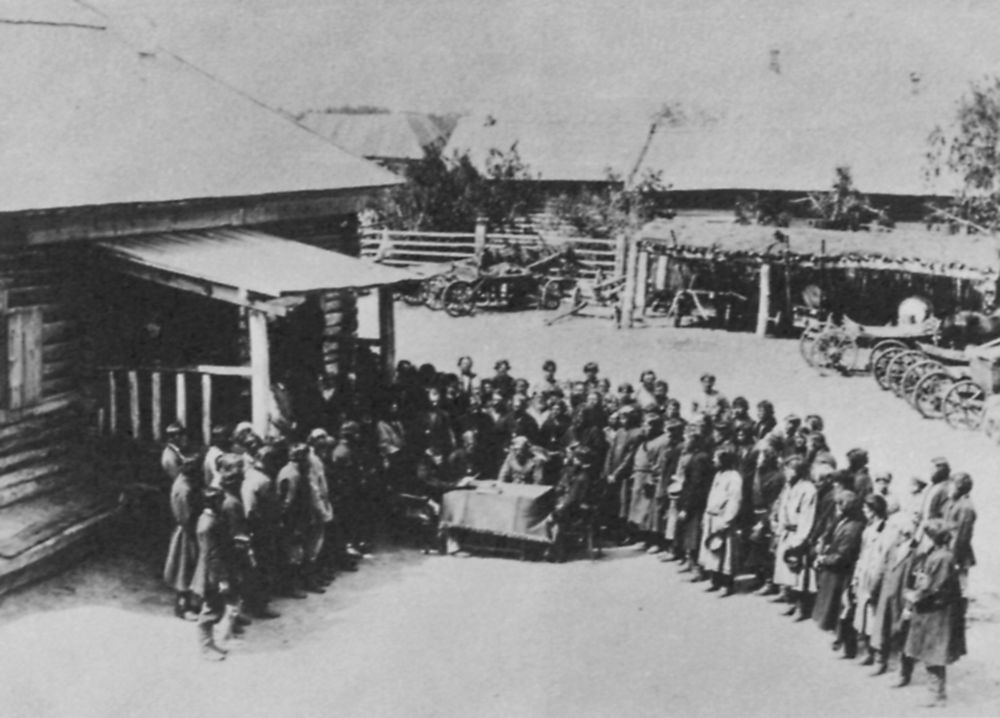
Волостной сход

Волостной сход — учреждение общественного гражданского самоуправления в Российской империи, собрание выборных представителей купечества, крестьян и должностных лиц волости, созываемое для обсуждения важнейших вопросов местного самоуправления.

## Состав и порядок действий волостного схода
Волостной сход состоял из должностных лиц самоуправления и выборных представителей от уважаемых граждан поселений.

Должностными лицами, обязательно избираемыми по закону, были: волостной старшина, сельские старосты, помощники старшины, судьи волостного суда. В добровольном порядке волостные сходы могли избирать также заседателей волостных правлений и сборщиков податей, которые также участвовали в сходе.

Все остальные сельские хозяева избирали на сход одного представителя от десяти дворов, а селения меньше десяти дворов - одного представителя каждое.

Председательствовал на сходе волостной старшина.
К предметам ведения схода относились:
- Выборы волостных должностных лиц;
- Выборы гласных в уездные земские собрания (см. Земские учреждения);
- Избрание выборных для участия в избирательном съезде волостных обществ для выбора депутата Государственной Думы (см. Избирательная система 1907 года);
- Постановления о любых предметах, относящихся к хозяйственным и общественным делам всей волости в целом;
- Назначение и раскладка волостных мирских сборов и повинностей;
- Проверка действий волостных должностных лиц;
- Постановления о мерах общественного призрения (социальной помощи), учреждении волостных училищ, управление общественными магазинами (резервными хлебными запасами);
- Назначение опек над сиротами и над имуществом, для которого ещё не отысканы наследники;
- Подача жалоб от лица волости.

Сход был обязан собираться два раза в месяц. Сход мог выносить решение, если присутствовали как минимум волостной старшина и две трети представителей от крестьян.
Все решения схода подлежали проверке земским начальником на предмет законности, по представлению земского начальника решения могли быть отменены уездным съездом. Все решения относительно размера и порядка учета мирских сборов подлежали утверждению уездным съездом в обязательном порядке.

На решения схода можно было подавать жалобы уездному съезду.
Институт волостного схода в описанном виде был учрежден «Общим положением о крестьянах, вышедших из крепостной зависимости» от 19 февраля 1861 года, и до 1917 года не претерпел никаких изменений. Волостные сходы были одинаковыми везде, где имелись крестьяне как сословие, независимо от того, были ли в данных местностях введены губернские учреждения, земские учреждения и земские начальники. У казаков крестьянскому волостному сходу соответствовал станичный сбор.